# Jan van Jagen
Jan van Jagen (Haarlem, geboren 1709, gedoopt 28 maart 1710 – begraven Amsterdam, 30 januari 1800) was een in zijn tijd zeer beroemd Nederlands graveur, etser en cartograaf, veelal werkzaam in Amsterdam. 
Hij was een zoon van Cornelis van Jagen, plaatsnijder, die werkzaam was te Amsterdam. Als graveur was hij betrokken bij de vervaardiging van kaarten van de Staten van Holland. Hij maakte vooral kaarten van rivieren en riviermondingen. Van Jagen produceerde alleen of samen met anderen verschillende kaarten van onder andere Nederland, Frankrijk en Palestina. Het Nederlands Scheepvaartmuseum beschikt over een grote collectie gravures van Jan van Jagen.
Zijn dochter Jannetje trouwde in 1769 met Willem Writs.

## Voorbeelden van zijn werk
- Algemeene kaarte der Nederlandsche Republiek, verdeeld naar derzelver kerkelyk bestuur, Universiteitsbibliotheek Utrecht[3]
- Kaart van oud Europa, tot verstand van het XXI.ste boek van den geest der wetten, Universiteitsbibliotheek Utrecht[4]
- Kaart der Gantsche bekende Werreld, Universiteitsbibliotheek Utrecht[5]
- Nieuwe kaart van de Vijf Heeren Landen gelegen tusschen den Dief en Zouwen Dyk, 1741, Kaartcollectie Zuid-Holland Ernsting[6]

- Bibliothèque nationale de France: cb15377800q (data)
- Biografisch Portaal: 22130222
- Digitale Bibliotheek voor de Nederlandse Letteren: jage034
- Gemeinsame Normdatei: 1053504128
- International Standard Name Identifier: 0000 0001 1970 7864
- Library of Congress Control Number: n2009015490
- Nationale bibliotheek van Australië: 45390571
- Nationale Bibliotheek van Israël: 987007311828105171
- Nederlandse Thesaurus van Auteursnamen: 069788049
- RKD-Nederlands Instituut voor Kunstgeschiedenis: 373011
- Système universitaire de documentation: 225154889
- Trove: 1471197
- Virtual International Authority File: 37220521
- WorldCat: E39PBJw8TxgqQ7Hq6ktd9W3WjC